# 察罕 (薛亦氏)
察罕（？—1301年），元朝薛亦氏，哈八儿秃之子。
他的父亲死在伐宋战争中，察罕随从大军攻打樊城、江陵。从塔察儿攻打樊城西门，领扬州等处游击军与南宋兵士交战，有功。至元十一年（1274年），随从忽都帖木儿攻江陵东南城堡，随从阿剌罕在阳逻堡之南击败宋兵。阿剌罕选他为本万户府副镇抚。至元十二年（1275年），分隶脱脱总管，出广德游击军，击败宋兵，被元世祖赐给白金酒器。攻打浙江独松关、千秋、拨出等关及诸山寨，被元世祖赐白金一百两。至元十三年（1276年），中书省命他为瑞安县达鲁花赤。至元十四年（1277年），升忠显校尉、管军总把，领新附军五百人。至元十六年（1279年），授银符、忠武校尉、管军总把。至元二十四年（1287年），赐金符，授承信校尉、蒙古卫军屯田千户。至元二十五年（1288年），进武义将军、本所达鲁花赤。至元二十七年（1290年），升左翼屯田万户府副万户。大德五年（1301年）察罕卒。子太纳袭爵。

## 传記資料
- 《元史》卷一百二十三 列传第十
- 《新元史》卷一百五十二 列传第四十九